# Referéndum institucional de Grecia de 1974
Un referéndum institucional se llevó a cabo en Grecia el 8 de diciembre de 1974, para dejar en manos de los ciudadanos la decisión de conservar la República instaurada por la dictadura militar en 1973 o retornar a la monarquía parlamentaria previa a la misma.
Tras el colapso de la junta militar, que gobernaba el país desde 1967, la cuestión sobre la forma de gobierno no se resolvió. La dictadura había realizado previamente un referéndum para establecer una república el 29 de julio de 1973, pero el nuevo gobierno electo había decidido celebrar otro, pues consideraba los actos jurídicos de la junta militar como ilegales. Es controvertido si el referéndum fue completamente limpio, sobre todo debido a que al Rey Constantino II (exiliado desde 1967 pero que teóricamente había sido Rey hasta el año anterior) no se le permitió regresar al país para realizar una campaña a favor de la monarquía, si bien se le permitió realizar un discurso televisado a la nación.
La institucionalización formal de la república recibió un abrumador apoyo del 69.18% de los votos, mientras que la monarquía obtuvo el 30.82%. La participación electoral fue del 75.58% del electorado registrado.

## Campaña
La campaña del referéndum incluyó debates televisivos en los que Constantino II mismo participó del lado monárquico, mientras que los que debatieron en favor de una república incluyeron a Marios Ploritis, Leonidas Kyrkos, Phaedon Vegleris, George Koumandos, Alexandros Panagoulis y Costas Simitis.
Los partidos políticos se abstuvieron de tomar partido en la campaña del referéndum, y la campaña se realizó en gran medida por parte de ciudadanos comunes de cada lado. El 23 de noviembre de 1974, el primer ministro Konstantínos Karamanlís pidió que su grupo parlamentario adoptara una postura neutral sobre la cuestión. Dos discursos televisados por semana fueron dados a cada lado, con dos mensajes adicionales emitidos por el rey; una emisión de radio el 26 de noviembre y un discurso televisado el 6 de diciembre.

## Resultados

### Resultado nacional
|  | 69.2 % |

|  | 30.8 % |

|  | 100 % |

|  | 75.6 % |

### Resultado por región
| Región            | República (%) | Monarquía (%) |
| ----------------- | ------------- | ------------- |
| Atenas A          | 75.60         | 24.40         |
| Atenas B          | 79.59         | 20.41         |
| Aetolia-Acarnania | 65.63         | 34.67         |
| Argolis           | 53.33         | 46.67         |
| Arkadia           | 56.99         | 43.01         |
| Arta              | 56.21         | 43.79         |
| Achaea            | 68.54         | 31.46         |
| Kavala            | 73.64         | 26.36         |
| Boeotia           | 65.46         | 35.24         |
| Corfu             | 63.47         | 36.53         |
| Drama             | 67.41         | 32.59         |
| Dodecanese        | 63.78         | 36.22         |
| Evros             | 60.27         | 39.73         |
| Evrytania         | 60.69         | 39.31         |
| Euboea            | 65.38         | 34.62         |
| Grevena           | 61.20         | 38.80         |
| Heraklion         | 89.43         | 10.57         |
| Ilia              | 53.12         | 46.88         |
| Ioannina          | 68.70         | 31.30         |
| Imathia           | 71.77         | 28.23         |
| Thessaloniki A    | 79.99         | 20.01         |
| Thessaloniki B    | 68.12         | 31.88         |
| Thesprotia        | 64.21         | 35.79         |
| Zante             | 62.63         | 37.37         |
| Karditsa          | 68.79         | 31.21         |
| Kastoria          | 55.74         | 44.26         |
| Cephalonia        | 66.17         | 33.83         |
| Kilkis            | 59.71         | 40.29         |
| Kozani            | 66.11         | 33.89         |
| Corinthia         | 62.36         | 37.64         |
| Cyclades          | 61.72         | 38.28         |
| Larissa           | 67.82         | 32.18         |
| Laconia           | 40.48         | 59.52         |
| Lasithi           | 88.42         | 11.58         |
| Lesvos            | 77.74         | 22.26         |
| Lefkada           | 71.22         | 28.78         |
| Magnesia          | 71.25         | 28.75         |
| Messenia          | 50.76         | 49.24         |
| Xanthi            | 53.75         | 46.25         |
| Piraeus A         | 71.95         | 28.05         |
| Piraeus B         | 81.70         | 18.30         |
| Pella             | 65.09         | 34.91         |
| Pieria            | 65.54         | 34.46         |
| Preveza           | 62.01         | 37.99         |
| Rethymno          | 94.10         | 5.90          |
| Rhodope           | 49.46         | 50.54         |
| Samos             | 64.38         | 35.62         |
| Serres            | 64.82         | 35.18         |
| Trikala           | 67.40         | 32.60         |
| Attica            | 65.07         | 34.93         |
| Fthiotida         | 63.58         | 36.42         |
| Florina           | 60.36         | 39.64         |
| Fokida            | 62.44         | 37.56         |
| Chalcidice        | 58.17         | 41.83         |
| Chania            | 92.70         | 7.30          |
| Chios             | 72.95         | 27.05         |